# Chaguaramas (Venezuela)
Chaguaramas é uma cidade venezuelana, capital do município de Chaguaramas.